# كريستا كوسونين
كريستا كوسونين (بالفنلندية: Krista Kosonen)‏ هي ممثلة فنلندية، ولدت في 28 مايو 1983 بإسبو في فنلندا.

## وصلات خارجية
- كريستا كوسونين على موقع IMDb (الإنجليزية)
- كريستا كوسونين على موقع ميوزك برينز (الإنجليزية)
- كريستا كوسونين على موقع قاعدة بيانات الأفلام السويدية (السويدية)
- كريستا كوسونين على موقع قاعدة بيانات الفيلم (الإنجليزية)